# Digoxin
Digoxin är ett positivt inotropt läkemedel som tillsammans med digitoxin utgör de två viktigaste digitalisglykosiderna. Läkemedlet, som i vardagligt tal benämns digitalis, används på indikationerna snabba supraventrikulära takyarytmier (SVT, förmaksflimmer/fladder) och dels måttlig till svår hjärtsvikt (NYHA II-III).

## Farmakodynamik
Digoxin verkar genom att det binder till och hämmar NaK-ATPas (natrium-kalium-pumpen) som transporterar kalium in i och natrium ut ur hjärtmuskelcellen. Hämningen av NaK-ATPasen ökar koncentrationen intracellulärt natrium i så hög grad att det i sin tur leder till en hämning av natrium-kalciumutbytet (natrium in, kalcium ut), där utbytet bygger på en stor natriumgradient. Den till följden ökade mängden intracellulärt kalcium medför en större frisättning av kalcium när en aktionspotential utlöses varvid en kraftigare kontraktionsrespons utlöses. Effekten blir att kraften i hjärtslagen ökar och att hjärtmuskeln arbetar mer ekonomiskt (ökad minutvolym), syreförbrukningen minskar och pulsen blir mer jämn. Ökad minutvolym minskar den mängd blod som ansamlats bakåt i de venösa kapacitanskärlen vilket minskar mängden ödem.

## Farmakokinetik
I Sverige liksom i övriga världen dominerar användandet av digoxin istället för digitoxin. De båda substanserna har samma farmakologiska effekter, men skiljer sig i fråga om absorption, renal elimination och verkningstid. 
Absorptionen är för båda läkemedelssubstanserna tillfredsställande vid peroral administration, men bäst för digitoxin.
Digoxin elimineras via njurarna och till viss mån via gallan. Halveringstiden i plasma är cirka 1½ dygn. Fördelen med digoxin är den relativt korta halveringstiden i jämförelse med digitoxinets halveringstid på cirka 5-7 dygn. Det innebär att det tar kortare tid att uppnå steady state med digoxin. Vid överdosering tar det längre tid att uppnå terapeutisk nivå med lång halveringstid.

Strukturformel